# Franco Antonelli
Franco Antonelli (* 28. März 1934 in Collazzone; † 31. Januar 2022 in Turin) war ein italienischer Leichtathlet.

## Biografie
Franco Antonelli belegte bei den Olympischen Spielen 1960 in Rom über 10.000 m den 27. Platz. Ein Jahr später wurde er über die gleiche Distanz italienischer Meister und 1962 folgte der erste Platz beim Giro al Sas in Trient.